# St. Nikolaus (Laub)

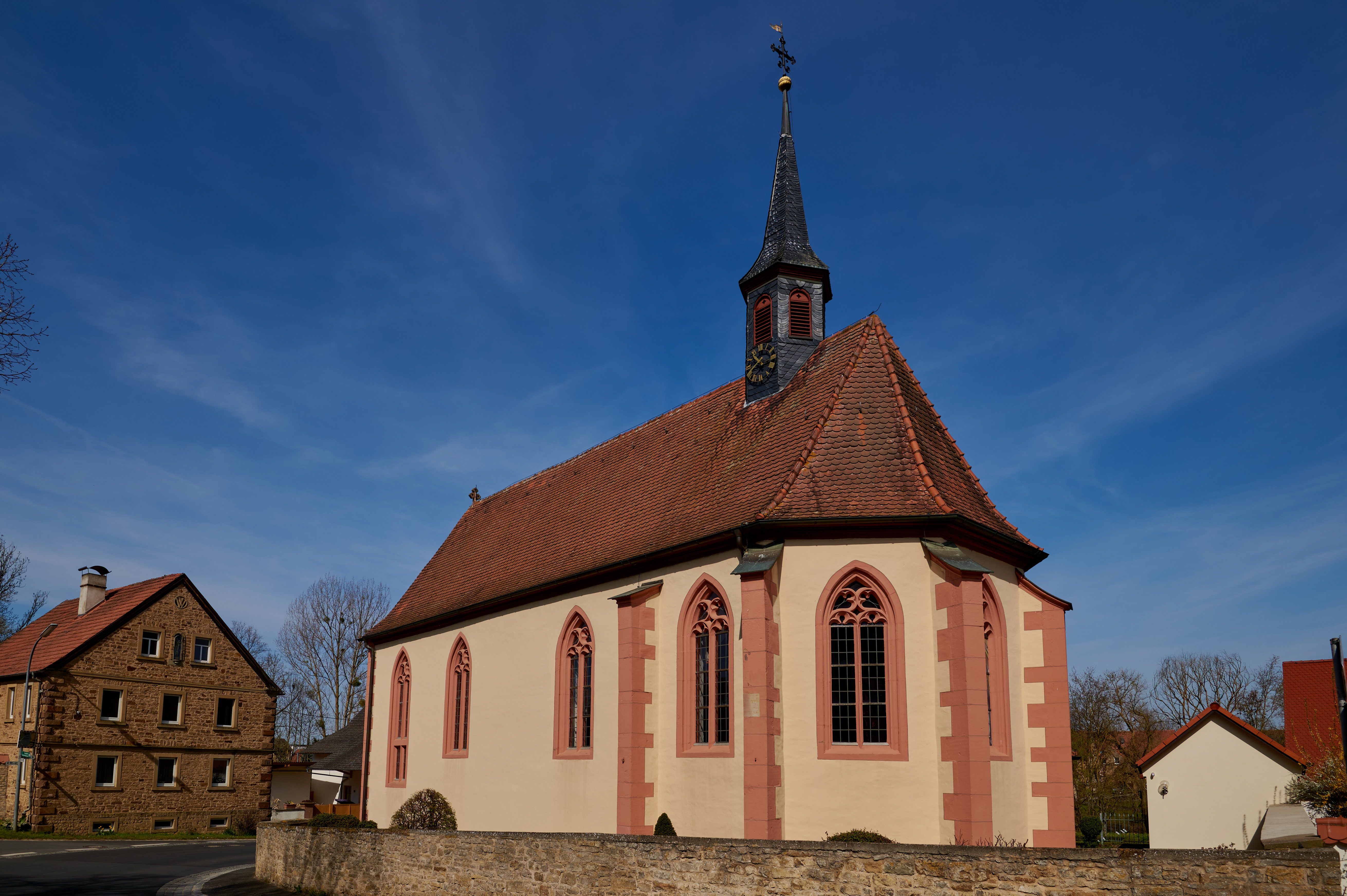
Die Kirche in Laub, Ansicht von Südosten (2021)

Die Filialkirche St. Nikolaus in Laub bei Prichsenstadt in Unterfranken (Bayern) ist das katholische Gotteshaus des Dorfes. Sie liegt am zentralen Dorfplatz. Die Kirche ist heute Teil des Dekanats Kitzingen.

## Geschichte
Die Geschichte der Kirche ist eng mit der des Dorfes verbunden. Im Jahr 1340 kam Laub an das Bürgerspital zum Heiligen Geist aus Würzburg, die Patrizierfamilie Teufel hatte zuvor die Dorfherrschaft inne. Unter der Herrschaft des Spitals wurde der Bau einer eigenen Kirche forciert. 1590 nahm man den nachgotischen Neubau in Angriff. Die Bauausführung nach einem Entwurf von Wolf Beringer oblag Caspar Weltz aus Gerolzhofen und dem Stadelschwarzacher Hans Holzwart. Die Kirche wurde im Oktober 1590 zunächst dem heiligen Burkard unterstellt. Im Jahr 1618 änderte sich das Patrozinium der Kirche. Fortan war der heilige Nikolaus der Kirchenpatron.
Bis auf mehrere Renovierungen wurden nun keine Änderungen mehr am Äußeren vorgenommen. So erhielt das Gotteshaus im Jahr 1895 eine erneute Benediktion durch den Großlangheimer Pfarrer Jakob Imhof. Im Jahr zuvor war der Innenraum renoviert worden.
1905 erfolgte eine Verlängerung des Langhauses. Weitere Veränderungen nahm man in den Jahren 1987 und 1988 vor. Im ersten Jahr wurde die Außenhaut des Gebäudes erneuert, bevor man im zweiten Jahr daran ging, die Ausstattung des Kirchleins zu restaurieren.
Das Bayerische Landesamt für Denkmalpflege ordnet das Gotteshaus als Baudenkmal ein. Die Reste von Vorgängerbauten des Mittelalters und der Frühen Neuzeit im Boden werden als Bodendenkmal geführt.

## Architektur
Die geostete Kirche ist ein nachgotischer Saalbau mit eingezogenem 5/8-Chor; das Satteldach des Langhauses wird von einem Dachreiter bekrönt. Das drei Spitzbogenfenster weisen gotisches Maßwerk auf. An der Westfassade befinden sich das Eingangsportal und drei Fenster. Innen ist der Chor mit einem Rippengewölbe und das Langhaus mit einer stuckierten Flachdecke versehen.

## Ausstattung

### Hochaltar
Der Hochaltar mit vier gedrehten Säulen befindet sich im Zentrum des Chores. Der barocke Aufbau kam im Jahr 1723 in das Gotteshaus. Als Künstler war der Sommeracher Schnitzermeister Matthias Sporer verpflichtet worden. Der Hochaltar wurde im Jahr 1895 restauriert. In der Predella wird die Taube des Heiligen Geistes von Putten eingerahmt.
Das im 19. Jahrhundert geschaffene Altarblatt zeigt den Kirchenpatron Nikolaus. Im Rahmen sind Puttenköpfe zu sehen. Zwei Assistenzfiguren stellen den heiligen Johannes Baptist (links) und den Evangelisten Johannes (rechts) dar. Das Gebälk wird von zwei Vasen und Rokokomuschelwerk bekrönt. Daneben befinden sich die Figuren der heiligsten Dreifaltigkeit.

### Lauber Madonna

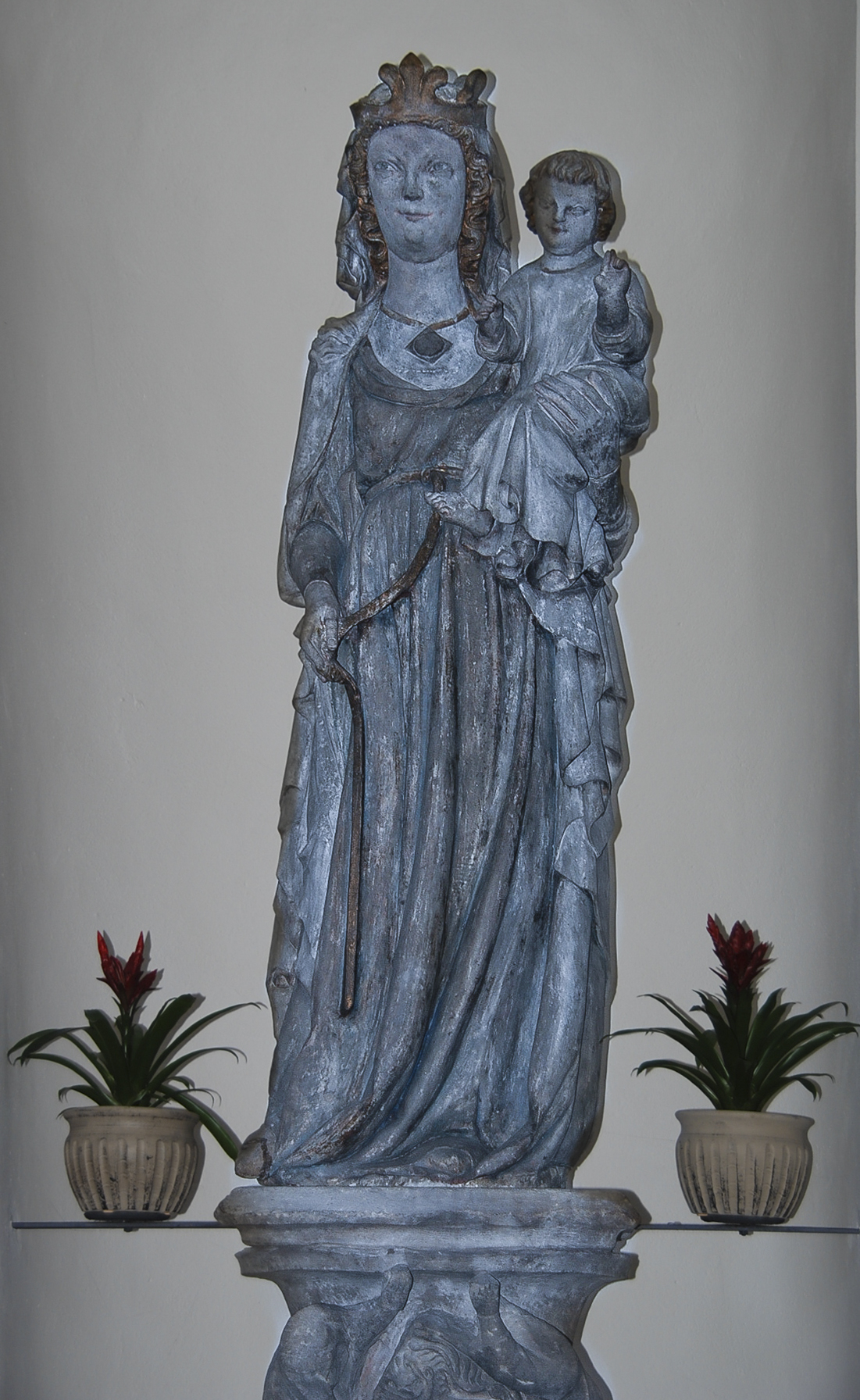
Die sogenannte Lauber Madonna

Wichtigstes Element der Ausstattung ist die sogenannte Lauber Madonna. Sie ist ein bedeutendes Beispiel spätgotischer Steinplastik und befindet sich in einer Nische im Inneren der Kirche. Geschaffen wurde sie um 1300 auf Geheiß der Familie Teufel, einem Würzburger Bürgergeschlecht. Bevor man sie 1590 nach Laub verbrachte, wurde die Figur in der Franziskanerkirche in Würzburg aufbewahrt.
Die etwas überlebensgroße Sandstein-Madonna (Höhe 185 cm) steht auf einer kurzen Säule, deren Kapitell das Wappen der Stifterfamilie Teufel trägt. Haltung, Kleidung und Gestik (geneigtes Haupt, enges und hochgegürtetes Gewand, loser Mantel und Schleier) stehen für das adlig-ritterliche Frauenideal des Hochmittelalters. Das mit einem körperlangen Hemd bekleidete Kind schwebt scheinbar schwerelos auf dem linken Arm der Mutter.

### Weitere Ausstattung
Aus der Bauzeit der Kirche von 1590 stammt auch die nachgotische Sakramentsnische an der nördlichen Chorwand. Sie zeigt im Relief das Haupt Christi, in der Bekrönung ist ein Pelikan zu erkennen. Unterhalb der Nische sind die Wappen der Stadt Würzburg und des Spitals angebracht. Ein Kanzelkorpus befindet sich ebenfalls im Chor, er ist dem frühen 18. Jahrhundert zuzuordnen. Ein Vortragekreuz mit einer barocken Marienfigur entstammt vermutlich der Riemenschneiderschule.
Auf der Nordseite des Langhauses sind die 14 Nothelfer zu erkennen, über dem Seiteneingang ist eine Pietà des 18. Jahrhunderts angebracht. Eine weitere Figur, die um 1720 geschaffen wurde, zeigt Josef mit dem Kind. Der im Langhaus aufgestellte ehemalige Kanzeldeckel zeigt den heiligen Nikolaus. Die älteste Figur, eine Gruppe mit Anna und Maria stammt aus der Zeit des Kirchenbaus.
Im Langhaus befindet sich auch eine monumentale Kreuzigungsgruppe von 1590 bzw. 1593. Sie hatte ihren Platz am ehemaligen Hauptaltar und wurde für den neuen Barockaltar versetzt. Das Langhaus besitzt eine Stuckdecke. Das Orgelgehäuse weist barocke Formen auf, es kam um 1720 in die Kirche. Im Glockenstuhl der Nikolauskirche hängen zwei Glocken.